# ليولايميدي
ليولايميدي Liolaemidae هي عائلة من السحالي الإغوانية. يتم تضمينها تقليديًا في الإغوانية كعائلة فرعية منها، والتي يفضل بعض المؤلفين الأحدث تحديدها بطريقة أكثر تقييدًا. الاسم الشائع لهذه المجموعة هو liolaemids. ليولايميدي عادة ما تكون من الحيوانات العشبية، والتي تتبع نظامًا غذائيًا غنيًا بالفاكهة. بسبب هذا النظام الغذائي الخاص، تمتلك سحالي ليولايميدي أمعاء دقيقة أكبر عند مقارنتها بالسحالي الآكلة للحشرات الأخرى. 

## الاجناس
الأجناس الموضوعة هنا هي:
- Ctenoblepharys - كابيزونا (نوع واحد)
- Liolaemus - شجرة الإغوانا، الثلج المتحرّك (أكثر من 280 نوعًا)
- فيماتوروس (50 نوعًا)